# Bogölen (Ulrika socken, Östergötland)
Bogölen är en sjö i Linköpings kommun i Östergötland och ingår i Motala ströms huvudavrinningsområde.